# Duguetia inconspicua
Duguetia inconspicua är en kirimojaväxtart som beskrevs av Paul Antoine Sagot. Duguetia inconspicua ingår i släktet Duguetia och familjen kirimojaväxter. Inga underarter finns listade i Catalogue of Life.